# Quorum sensing
Quorum sensing is een regulatiemechanisme waarmee bacteriën hun genexpressie kunnen afstemmen op de populatiedichtheid aan de hand van signaalmoleculen. Quorum sensing kan zowel tussen individuen van dezelfde soort, als tussen verschillende soorten optreden. 

## Voorbeelden
Een voorbeeld is de opportunistische bacterie Pseudomonas aeruginosa die in de menselijke luchtwegen kan groeien zonder schade aan te richten. Wordt de dichtheid echter erg groot, dan schakelen ze over naar een agressievere verschijningsvorm: ze gaan een biofilm vormen die het immuunsysteem van de gastheer kan omzeilen. Deze mucoïde conversie doet zich vooral voor bij patiënten met taaislijmziekte.
Een ander voorbeeld is de luchtwegbacterie Streptococcus pneumoniae. Wanneer deze voelen dat zij met genoeg zijn, gaat een aantal spontaan in lyse zodat het enzym pneumolysine vrijkomt. Pneumolysine beschadigt de slijmvliezen, wat de kolonisatie van de luchtwegen ten goede komt.

## Behandeling
Een mogelijke behandeling is quorum quenching, het afbreken van de signaalmoleculen door geneesmiddelen. Deze behandeling wordt ook ingezet in de strijd tegen de superbacterie.